# 5-cloro-1-hexeno
El 5-cloro-1-hexeno, o 5-clorohex-1-eno de acuerdo a la nomenclatura IUPAC, es un compuesto orgánico de fórmula molecular C6H11Cl. Es un haloalqueno lineal de seis carbonos con un átomo de cloro unido al carbono 2 de la cadena y un doble enlace en el extremo opuesto de la misma. Al ser el carbono 2 asimétrico, este compuesto tiene dos enantiómeros.

## Propiedades físicas y químicas
A temperatura ambiente, el 5-cloro-1-hexeno es un líquido con una densidad inferior a la del agua, ρ = 0,924 g/cm³. Tiene su punto de ebullición a 121 °C y su punto de fusión a -77 °C, si bien estos valores son estimados.
El valor del logaritmo de su coeficiente de reparto, logP ≃ 2,99, indica que es más soluble en disolventes apolares que en disolventes polares.
Su solubilidad en agua, muy baja, es de aproximadamente 145 mg/L.

## Síntesis
El 5-cloro-1-hexeno se puede sintetizar tratando 1,5-hexadieno con ácido clorhídrico, si bien también se forma 2,5-diclorohexano.
Asimismo, este cloroalqueno se puede preparar partiendo de 5-hexen-2-ol y tetraclorometano, añadiendo una disolución de trifenilfosfina en diclorometano a 25 °C.

## Usos
A partir de 5-cloro-1-hexeno se sintetiza 2-clorohexano por hidrogenación, usando como catalizador un 5% de rodio sobre alúmina. La reacción tiene lugar a 52 °C y con 34 atm de presión de hidrógeno gaseoso. Tras 70 minutos, se consigue un rendimiento del 92%.
Por otra parte, el 5-cloro-1-hexeno, al contener un doble enlace, es susceptible de polimerizarse por medio radicales libres, por lo que se ha propuesto su uso en copolímeros termoendurecibles que forman una mezcla de resinas líquidas homogéneas libres de hidrógeno activo.
Esta misma característica hace que pueda emplearse para el tratamiento superficial de capas de resina.